# Glide guitar

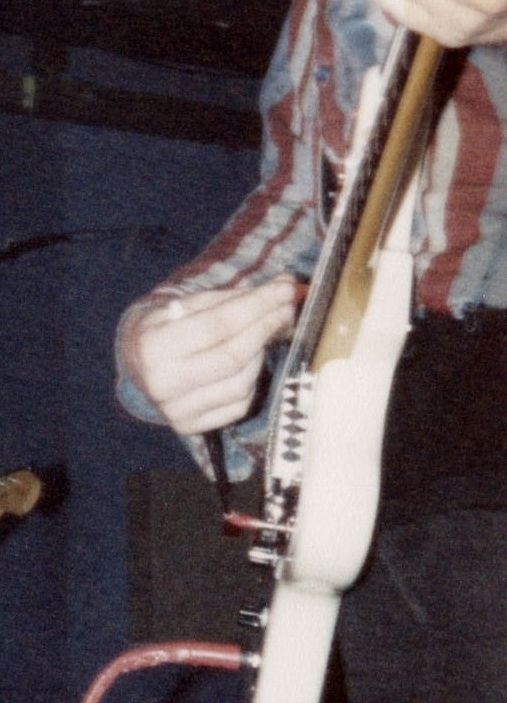
Kevin Shields utilizando a técnica em um show do My Bloody Valentine em 1989.

Glide guitar (lit. "Guitarra deslizante") é uma técnica para tocar guitarra na qual o músico dedilha enquanto segura a barra de tremolo, resultando em um tom que oscila. Foi desenvolvido pelo músico irlandês Kevin Shields, da banda My Bloody Valentine, nos álbuns da mesma You Made Me Realise (1988) e Isn't Anything (1988). Shields geralmente combinava essa técnica com um efeito de reverberação reversa de uma Yamaha SPX90 e também afinava duas cordas vizinhas de sua guitarra quase na mesma afinação.
Shields disse que "[...] virtualmente invent[ei] minha própria maneira de tocar. Não surgiu de maneira consciente. [...] Parecia divertido, mas em um nível muito mais forte." A técnica foi posteriormente referenciada no título do extended play (EP) do grupo Glider (1990).